# زفیر سرجیکال ایمپلنتس
زفیر سرجیکال ایمپلنتس (انگلیسی: Zephyr Surgical Implants) شرکت مراقبت سلامت سوئیسی است، که در سال ۲۰۰۵ توسط کریستف لورنز تأسیس شد.